# 雪球点地梅
雪球点地梅（学名：Androsace robusta）为报春花科点地梅属下的一个种。

## 扩展阅读
- 維基物種上的相關：雪球点地梅